# Wax Trax! Records
Wax Trax! Records war ein einflussreiches amerikanisches Musiklabel aus Chicago, Illinois.

## Geschichte
Die Ursprünge des Independent-Labels Wax Trax gehen auf den gleichnamigen Plattenladen zurück, der 1978 von Jim Nash und Dannie Flesher in Denver eröffnet wurde. Noch im gleichen Jahr zog man nach Chicago um. Es wurden überwiegend Platten von Künstlern aus dem Umfeld des Punk und New Wave verkauft. Anfang der 1980er Jahre begann das Unternehmen, Lizenzen zu erwerben und kleinere Auflagen unter dem eigenen Labelnamen zu vertreiben. Dazu gehörten u. a. ausgewählte Singles und EPs von Brian Eno oder Divine.
Schließlich nahm das Label aufkommende EBM- und Industrial-Musiker wie die Gruppe Ministry um Al Jourgensen oder die Belgier Front 242 unter Vertrag. Wax Trax wurde mit dem Erfolg des Industrial-Rock zum Pionierlabel dieser Bewegung. So wurde Front 242s Single Headhunter von 1988 zur bestverkauften Single des Labels. Ministry hatten schließlich auch internationalen Erfolg. Auch die Veröffentlichungen der deutschen Gruppe KMFDM platzierten sich in den Billboard Dance Charts und verkauften sich hunderttausendfach. Rückblickend schrieb ein Journalist der Chicago Sun-Times über Wax Trax: „So wichtig wie Chess Records für den Blues und Soul war, so bedeutsam war Wax Trax aus Chicago für den Punk, New Wave und Industrial.“ Die Nebenprojekte zahlreicher Musiker wie Jourgensens Revolting Cocks, das Projekt Excessive Force von Sascha Konietzko und Buzz McCoy sowie 1000 Homo DJs mit Trent Reznor wurden ebenfalls bei Wax Trax veröffentlicht. Neben Rock und Industrial wurden auch internationale Underground-Künstler aus dem Bereich des Techno, Electro und Industrial Dance bei Wax Trax verlegt. So veröffentlichten u. a. The KLF frühe Titel beim Label, ehe sie als Remixer für Depeche Mode oder die Pet Shop Boys international bekannt wurden. Das Gleiche gilt für das britische Electro-Duo Chris & Cosey. Auch Laibach, die Young Gods oder Underworld gehörten zeitweise zum Katalog der Plattenfirma.
Anfang der 1990er Jahre geriet Wax Trax jedoch immer mehr in finanzielle Schwierigkeiten. Zahlreiche erfolgreiche Künstler wanderten zu größeren Majorlabels ab. So erschien z. B. Ministrys Psalm 69: The Way to Succeed and the Way to Suck Eggs bei Sire Records. Front 242 konnten sich durch ihre Teilnahme beim Lollapalooza-Festival sogar Zuschauer im Mainstream erspielen, lösten sich aber später auf. Die Kanadier Front Line Assembly gingen nach ihren Anfangsjahren beim Label zu Roadrunner Records. 1992 wurde Wax Trax für Bankrott erklärt, die Reste des Labels wurden von TVT Records aus New York aufgekauft. 1994 erschien trotzdem noch mit Black Box – Wax Trax! Records: The First 13 Years ein Boxset mit den erfolgreichsten Veröffentlichungen seit Labelgründung. Ein Teil der ehemaligen Musiker aus dem Backkatalog von Wax Trax blieben bei TVT, ehe auch dieses Musiklabel Mitte der 2000er Insolvenz anmelden musste.
1995 verstarb Labelgründer Nash an seiner HIV-Erkrankung; Flesher zog sich komplett aus dem Musikgeschäft zurück und starb 2010. In den Jahren 2011 und 2014 kam es zu einer Wiederbelebung des Labels mit Konzerten und limitierten Veröffentlichungen.

## Künstler (Auswahl)
- 1000 Homo DJs
- Autechre
- B12
- Black Dog Productions
- Chris & Cosey
- Coil
- Controlled Bleeding
- Cubanate
- Finitribe
- Front 242
- Front Line Assembly
- Greater Than One
- In the Nursery
- Juno Reactor
- Richard H. Kirk
- The KLF
- KMFDM
- Kenny Larkin
- Laibach
- Ministry
- My Life with the Thrill Kill Kult
- Pailhead
- Pig
- Psychic TV
- Revolting Cocks
- Sister Machine Gun
- Skinny Puppy
- Suicide
- Underworld
- VNV Nation
- Young Gods

## Dokumentationen
- Julia Nash: Industrial Accident: The Story of Wax Trax! Records. Dokumentarfilm, 2019.